# El Franco
El Franco là một đô thị trong cộng đồng tự trị của Công quốc Asturias, Tây Ban Nha.

## Nhân khẩu
| 1991 | 1996 | 2001 | 2004 | 2006 | 2007 |
| ---- | ---- | ---- | ---- | ---- | ---- |
| 4268 | 4193 | 4123 | 4112 | 4065 | 4015 |